# Konungsannáll
Konungsannáll (del nórdico antiguo: Anales del Rey; latín: Annales Islandorum regii) también conocido como Þingeyraannáll es uno de los manuscritos medievales islandeses. Fue escrito hacia la primera mitad del siglo XIV. Los anales se usaron como referencia cronológica para Árna saga Þorlákssonar, la saga del obispo Árni Þorláksson. Se conserva como manuscrito GKS 2087 4.º (c. 1300-1328).